# 陶琳
陶 琳(たう りん、1972年生)は中華人民共和国上海市出身の人物である。PlayStation 2、PlayStation 3の統括責任者、バンジー (ゲーム会社) の買収を指導したほか、ソニーグループで女性初の経営責任者(最高財務責任者)となったことで知られる。

## 来歴
1972年、中華人民共和国上海市で生まれる。上海財経大学卒業後に慶應義塾大学大学院経営管理研究科に留学する。1999年、鈴木貞彦の指導にて修士論文を執筆するが不可判定となる。
2000年、ソニーに入社する。2002年、ソニー・コンピューターエンタテイメント。2007年、ソニー・エリクソン・モバイルコミュニケーションズAB スウェーデン。2009年、ソニー・エリクソン・モバイルコミュニケーションズプロダクト＆プロポーションプランニング部、2014年カテゴリービジネスマネジメント・プロダクト事業部推進課統括課長。
2016年ソニーCEO室シニアマネージャー、2017年ゼネラルマネージャー、2018年シニアゼネラルマネージャー、2019年ビジネスデベロップメント部シニアゼネラルマネージャー。
2021年、ソニー・インタラクティブエンタテイメント取締役副社長、7月ファイナンス・コーポレートストラテジー＆デベロップメントSVP、2022年代表取締役副社長。
2025年ソニーグループ執行役最高財務責任者、経営企画管理、経営戦略、経理、税務、財務、IR、ディスクロージャー·コントロール、リスク管理、内部監査および SOX法第404条 対応担当。